# Stebni, Putila
Stebni (în ucraineană Стебні și în germană Stebne) este un sat în raionul Putila din regiunea Cernăuți (Ucraina), depinzând administrativ de comuna Câmpulung pe Ceremuș. Are 517 locuitori, preponderent ucraineni (huțuli).
Satul este situat pe malul râului Ceremuș,  în partea de vest a raionului Putila.

## Istorie
Localitatea Stebni a făcut parte încă de la înființare din regiunea istorică Bucovina a Principatului Moldovei. În ianuarie 1775, ca urmare a atitudinii de neutralitate pe care a avut-o în timpul conflictului militar dintre Turcia și Rusia (1768-1774), Imperiul Habsburgic (Austria de astăzi) a primit o parte din teritoriul Moldovei, teritoriu cunoscut sub denumirea de Bucovina. După anexarea Bucovinei de către Imperiul Habsburgic în anul 1775, localitatea Stebni a făcut parte din Ducatul Bucovinei, guvernat de către austrieci, făcând parte din districtul Putila (în germană Putilla). 
După Unirea Bucovinei cu România la 28 noiembrie 1918, satul Stebni a făcut parte din componența României, în Plasa Putilei a județului Rădăuți. Pe atunci, majoritatea populației era formată din ucraineni. 
Ca urmare a Pactului Ribbentrop-Molotov (1939), Bucovina de Nord a fost anexată de către URSS la 28 iunie 1940, reintrând în componența României în perioada 1941-1944. Apoi, Bucovina de Nord a fost reocupată de către URSS în anul 1944 și integrată în componența RSS Ucrainene. 
Începând din anul 1991, satul Stebni face parte din raionul Putila al regiunii Cernăuți din cadrul Ucrainei independente. Conform recensământului din 1989, din 494 locuitori ai satului, 492 s-au declarat ucraineni și doi ruși . În prezent, satul are 517 locuitori, preponderent ucraineni.

## Demografie
Componența lingvistică a localității Stebni
     Ucraineană (99,81%)
     Alte limbi (0,19%)
Conform recensământului din 2001, majoritatea populației localității Stebni era vorbitoare de ucraineană (99,81%), existând în minoritate și vorbitori de alte limbi.
1989: 494 (recensământ) 
2007: 517 (estimare)